# Монголски дъждосвирец
Монголски дъждосвирец (Charadrius mongolus) е вид птица от семейство Дъждосвирцови (Charadriidae).

## Подвидове
- C. m. mongolus
- C. m. atrifrons
- C. m. pamirensis
- C. m. stegmanni
- C. m. schaeferi